# 沙卡韋
沙卡韋（Shakawe）是非洲南部國家博茨瓦納的村落，由西北區負責管轄，位於奧卡萬戈三角洲，毗鄰與納米比亞和安哥拉接壤的邊境，村上有機場設施，2008年人口估計約6,765。